# 2012 en rugby à XV
Cette page présente les faits marquants de l'année 2012 en rugby à XV : les principales compétitions et évènements liés au rugby à XV et rugby à sept ainsi que les décès de grandes personnalités de ces sports.

## Principales compétitions
- Currie Cup (du 11 août au 27 octobre 2012)
- Challenge européen (10 novembre 2011 au 20 mai 2012)
- Championnat d'Angleterre (du 3 septembre 2011 au 26 mai 2012)
- Championnat de France (26 août 2011 au 9 juin 2012)
- Coupe anglo-galloise (du 25 octobre 2011 au 18 mars 2012)
- Coupe d'Europe (du 11 novembre 2011 au 19 mai 2012)
- Pro12 (2 septembre 2011 au 27 mai 2012)
- Super 15 (du 24 février au 4 août 2012)
- The Rugby Championship (du 18 août au 6 octobre 2012)
- Tournoi des Six Nations (du 4 février au 17 mars 2012)

## Événements

### Février
- 4 février : la Nouvelle-Zélande remporte la quatrième étape des IRB Sevens World Series disputée à Wellington. Elle bat en finale l'équipe des Fidji sur le score de 24 à 7[1].
- 11 février : le match de la deuxième journée du Tournoi des Six Nations entre la France et l'Irlande est reporté au 4 mars[2],[3]. La pelouse du Stade de France étant gelée par endroits, le comité du Tournoi des Six Nations en concertation avec les deux sélectionneurs et l’arbitre annulent la rencontre quelques minutes avant le coup d'envoi[4].
- 12 février : les Samoa remportent la cinquième étape des IRB Sevens World Series disputée à Las Vegas. L'équipe samoane domine 26-19 en finale les Néo-Zélandais, qui gardent leur première place au classement général[5].
- 26 février : Suntory Sungoliath remporte le Championnat du Japon en battant en finale le Panasonic Wild Knights 47 à 28.

### Mars
- 17 mars : l'équipe du pays de Galles remporte le Tournoi des Six Nations en dominant la France 16 à 9 lors du dernier match. Avec cinq victoires en autant de matchs, les Gallois réalisent le onzième Grand Chelem de leur histoire[6].
- 18 mars : les Leicester Tigers remportent la septième édition de la Coupe anglo-galloise en battant les Northampton Saints en finale sur le score de 26 à 14[7].
- 24 mars : les qualifications pour la Coupe du monde de rugby à XV 2015 démarrent officiellement avec la rencontre entre les équipes du Mexique et de la Jamaïque qui a lieu à Mexico en présence de Bernard Lapasset, le président de l'International Rugby Board. Sous l'arbitrage de Craig Joubert qui officié lors de la finale de la dernière édition, le Mexique l'emporte sur le score très large de 68 à 14, grâce notamment à neuf essais[8].
- 25 mars : les Fidji remportent la cinquième étape des IRB Sevens World Series disputée à Hong Kong. Les Fidjiens battent la Nouvelle-Zélande en finale sur le score de 35 à 28 et se retrouvent à deux points derrière les Néo-Zélandais qui conservent leur première place au classement général[9].

### Avril
- 1er avril : l'Australie remporte la septième étape des IRB Sevens World Series disputée au Japon en dominant les Samoa en finale sur le score de 28 à 26. La Nouvelle-Zélande garde la tête du classement général[10].

### Mai
- 6 mai : la Nouvelle-Zélande remporte la septième et avant-dernière étape des IRB Sevens World Series disputée à Glasgow. Les Néo-Zélandais battent l'équipe d'Angleterre sur le score de 29 à 14 et confortent ainsi leur première place au classement général[11].
- 12 mai : le championnat de Belgique est remporté par le Dendermondse RC qui bat en finale le Kituro RC sur le score de 20 à 6. Le club de Termonde réalise le doublé après sa victoire en Coupe de Belgique une semaine avant[12].
- 13 mai : les Fidji remportent la dernière étape des IRB Sevens World Series disputée à Londres en dominant les Samoa en finale sur le score de 38 à 15. Néanmoins, le titre revient aux Néo-Zélandais qui terminent troisièmes de l'étape et collectent suffisamment de points pour rester en tête du classement général. Il s'agit de leur dixième titre dans la compétition[13].
- 18 mai : le Biarritz olympique bat le RC Toulon en finale du Challenge européen sur le score de 21 à 18 et remporte ainsi son premier titre sur la scène européenne. Aucun essai n'est marqué lors de la rencontre qui se résume à duel de buteurs : Dimitri Yachvili passe sept pénalités contre cinq et un drop pour Jonny Wilkinson[14].
- 19 mai : le Leinster conserve son titre de champion d'Europe en dominant largement 42-14 les Irlandais de l'Ulster lors de la finale disputée au stade de Twickenham. C'est la troisième victoire dans la compétition au cours des quatre dernières années pour la province irlandaise qui domine la scène européenne[15].
- 19 mai : le club du Rugby Calvisano est sacré champion d'Italie grâce sa double victoire contre le I Cavalieri Prato en finale. Le club de la province de Brescia remporte son match à domicile sur le score de 16 à 14 une semaine après sa victoire 27 à 22 sur le terrain du club toscan[16].
- 26 mai : les Harlequins sont sacrés champions d'Angleterre face aux Leicester Tigers qu'ils battent sur le score de 30 à 23 lors de la finale disputée au stade de Twickenham. C'est le premier titre du club londonien et la deuxième finale consécutive perdue par les Leicester Tigers[17].
- 27 mai : l'équipe galloise des Ospreys remporte pour la quatrième fois le RaboDirect Pro12 en battant en finale sur le score de 31 à 30 l'équipe irlandaise du Leinster à la RDS Arena de Dublin. La partie est très serrée et Shane Williams, qui prend sa retraite en cette fin de saison, marque son deuxième essai de la partie à deux minutes du coup de sifflet final, donnant ainsi la victoire à la province galloise. Le Leinster rate le doublé Pro12-Coupe d'Europe[18].

### Juin
- 2 juin : l'équipe du pays de Galles domine les Barbarians sur le score de 30 à 21 au Millennium Stadium. Les deux équipes marquent trois essais chacune[19].

- 5 juin : l'Écosse l'emporte sur l'Australie sous une pluie persistante et de fortes bourrasques de vent, 9 points à 6 grâce à une pénalité de dernière minute de Greig Laidlaw. C'est la première victoire écossaise en Australie depuis 30 ans[20].

- 9 juin : l'équipe de Nouvelle-Zélande bat largement les Irlandais dans le premier des trois test matchs qui les opposent lors de cette tournée. Les Néo-Zélandais marquent cinq essais dont un triplé du tout nouveau capé Julian Savea[21]. Après sa défaite surprise contre l’Écosse trois jours plus tôt, l'Australie se reprend en battant les Gallois sur le score de 27 à 19[22]. Dans le premier des trois test matchs les opposant lors de la tournée, l'équipe d'Afrique du Sud bat l'Angleterre sur le score de 22 à 17[23]. Enfin dans le dernier test match de la journée, l'équipe d'Argentine domine l'équipe d'Italie sur le score de 37 à 22[24].

- 9 juin : le Stade toulousain remporte son 19e titre de champion de France pour un remake de la finale 1989 en dominant le RC Toulon en finale sur le score de 18 à 12. Aucun essai n'est marqué au cours du match qui se résume à un duel de buteurs : six pénalités réussies par Luke McAlister contre quatre pour Jonny Wilkinson[25].
- 12 juin : le pays de Galles bat les Brumbies dans le cadre de sa tournée australienne par 25 à 15, mais ne rassure pas sur son niveau[26].
- 15 juin : l'Italie remporte son test match contre le Canada grâce notamment à l'ouvreur Kris Burton qui marque 20 des 25 points de son équipe. Les Italiens, menés à la mi-temps, renversent la situation en seconde période avec un essai de Tommaso D'Apice[27].

- 16 juin : l'Écosse vient à bout de Fidjiens très joueurs (25-37). Tim Visser marque un doublé pour sa première sélection avec l'équipe écossaise[28]. Dans leur deuxième confrontation, la Nouvelle-Zélande bat sur le fil les Irlandais grâce à un drop de Daniel Carter en fin de partie (22-9)[29]. De même, les Australiens remportent une courte victoire 23 à 20 contre les Gallois grâce à une pénalité réussie par l'ouvreur remplaçant Mike Harris après que la sirène a retenti[30]. Les Springboks remportent leur deuxième rencontre les Anglais sur le score de 36 à 27[31]. Enfin, dans le dernier test match de la journée, l'Argentine domine l'équipe de France sur le score de 23 à 20, marquant un deuxième essai en fin de rencontre par Manuel Montero[32].

- 17 juin : grâce à leurs trois victoires en trois matchs, les Samoa remportent la Pacific Nations Cup 2012 avant le dernier match opposant les Fidji aux Tonga[33].
- 22 juin : les Sud-Africains remportent le Championnat du monde junior chez eux en dominant les Néo-Zélandais en finale sur le score de 22 à 16[34].
- 23 juin : l'Écosse termine sa tournée invaincue après sa troisième victoire 17 à 16 contre les Samoa grâce à un essai du néo-capé Rob Harley en toute fin de rencontre[35]. La Nouvelle-Zélande inflige une très lourde défaite à l'Irlande qui encaisse neuf essais. Le score final de 60 à 0 constitue le plus grand écart jamais réalisé entre les deux équipes[36]. Les Australiens obtiennent un troisième succès en trois matchs contre les Gallois par une courte victoire sur le score de 20 à 19[37]. Les Anglais ne repartent pas bredouille d'Afrique du Sud puisqu'ils obtiennent le match nul 14 partout dans leur troisième confrontation avec les Springboks grâce à une pénalité d'Owen Farrell en fin de rencontre[38]. La France remporte largement 49 à 10 son second test match contre les Pumas argentins avec six essais marqués[39]. Enfin, l'Italie finit sa tournée sur le continent américain par une victoire 30 à 10 contre les Américains qui terminent la rencontre à treize après les cartons rouges de Paul Emerick et Andrew Suniula en seconde mi-temps[40].

### Août
- 4 août : les Chiefs s'adjugent la victoire dans le Super 15 en battant largement les Sharks 37 à 6 dans une finale inédite[41]. C'est le premier titre de la franchise néo-zélandaise et c'est la quatrième défaite en autant de finales pour l'équipe de Durban.

### Septembre
- 29 septembre : les All-Blacks battent très largement 54 à 15 les Argentins lors de la cinquième journée du Rugby Championship, marquant pas moins de sept essais contre deux pour les Pumas. Les Néo-Zélandais ne peuvent plus être rejoints en tête du classement et remportent donc la première édition du Rugby Championship avant la fin de la compétition[42].

### Octobre
- 14 octobre : l'équipe des Fidji remporte la première étape des IRB Sevens World Series en battant la Nouvelle-Zélande en finale sur le score de 32 à 14[43].
- 20 octobre : lors du troisième match comptant pour la Bledisloe Cup, les équipes d'Australie et de Nouvelle-Zélande se quittent sur un match nul 18 partout. Les All-Backs qui étaient déjà assurés de garder le trophée après leurs deux victoires dans le Rugby Championship, voient leur série de seize victoires consécutives se terminer[44].

- 27 octobre : Canterbury obtient une cinquième victoire de rang dans l'ITM Cup en dominant Auckland en finale sur le score de 31 à 18[45].
- 27 octobre : la Western Province remporte la Currie Cup en battant les Natal Sharks en finale sur le score de 25 à 18 et met fin à onze années sans titre dans la compétition[46].

### Novembre
- 10 novembre : lors de la première journée des test matchs de novembre, l'équipe d'Italie domine difficilement celle des Tonga sur le score de 28 à 23[47]. Les Anglais réalisent un match plein face aux Fidjiens en marquant sept essais pour une large victoire 54 à 12[48]. L'équipe d'Argentine montre déjà des signes du bienfait de leur intégration au Rugby Championship en battant les Gallois chez eux sur le score de 26 à 12[49]. Menés à la mi-temps, les Sud-Africains s'imposent 16 à 12 face aux Irlandais grâce à un essai de Ruan Pienaar en seconde période[50]. Enfin, l'équipe de France bat largement l'équipe d'Australie sur le score de 33 à 6, grâce notamment à l'excellente prestation de Frédéric Michalak qui fait son retour en équipe nationale[51].

- 11 novembre : les All-Backs sur la lancée de leur victoire dans le Rugby Championship battent très largement les Écossais sur le score de 51 à 22, marquant six essais contre trois pour les Écossais[52].

- 16 novembre : les Samoa s'imposent contre le pays de Galles 26-19. Les vainqueurs du grand chelem encaissent une cinquième défaite d'affilée[53].

- 17 novembre :

- 24 novembre :

### Décembre
- 1er décembre : lors deux derniers test-matchs de fin d'année, l'équipe d'Angleterre inflige une nette défaite aux All-Blacks, leur première de l'année 2012, et met ainsi un terme à leur invincibilité de vingt matchs[54]. Le pays de Galles subit une septième défaite de rang, en perdant sur le fil 12 à 14 contre les Australiens[55].

- 2 décembre : la deuxième étape des IRB Sevens World Series disputé à Dubaï est remportée par les Samoa qui dominent la Nouvelle-Zélande en finale sur le score de 26 à 15[56].
- 3 décembre : le tirage au sort des poules de la Coupe du monde 2015 est effectué à Londres. L'Angleterre, pays organisateur, se retrouve dans la poule la plus relevée de la compétition en compagnie de l'Australie et du pays de Galles. Les différents groupes sont constitués comme suit[57] :

| Poule A - Australie - Angleterre - Pays de Galles - Océanie 1 - Vainqueur du repêchage | Poule B - Afrique du Sud - Samoa - Écosse - Asie 1 - Amériques 2 | Poule C - Nouvelle-Zélande - Argentine - Tonga - Europe 1 - Afrique 1 | Poule D - France - Irlande - Italie - Amériques 1 - Europe 2 |

- 9 décembre : la Nouvelle-Zélande remporte la troisième étape des IRB Sevens World Series disputée à Port Elizabeth en Afrique du Sud, en battant largement la France en finale sur le score de 47 à 12[58].
- 20 décembre : Scott Johnson est nommé sélectionneur par intérim de l'Écosse en remplacement d'Andy Robinson. Son contrat court jusqu'aux test-matchs de juin 2013[59].

## Principaux décès
- 11 janvier : Colm Tucker, troisième ligne aile international irlandais à la fin des années 1970 et membre de l'équipe des Lions britanniques en tournée en Afrique du Sud en 1980, meurt à l'âge de 59 ans des suites d'une longue maladie[60].
- 25 février : Philippe Destribats, arrière ayant évolué au Boucau Tarnos stade puis au Racing club de France dans les années 1970 et 1980, meurt à l'âge de 56 ans[61].
- 10 mars : Tiny White, deuxième ligne des All Blacks de 1949 à 1956, devenu ensuite maire de Gisborne, sa ville natale, meurt à l'âge de 86 ans[62].
- 13 mars : Jock Hobbs, troisième ligne aile des All Blacks de 1983 à 1986 devenu ensuite président de la Fédération néo-zélandaise de rugby à XV, meurt à l'âge de 52 ans des suites d'un cancer[63].
- 15 mars : Mervyn Davies, troisième ligne centre ayant remporté sept Tournois des cinq nations dont deux Grands Chelems dans les années 1970, meurt après une lutte contre un cancer à l'âge de 65 ans[64].
- 9 avril : Malcolm Thomas, international gallois et Lion britannique dans les années 1950, meurt à l'âge de 82 ans à Burnham dans le Buckinghamshire[65].
- 28 avril : Fred Allen, international All-Black de 1946 à 1949 puis entraîneur de la sélection néo-zélandaise de 1968 à 1969, meurt des suites d'une leucémie à l'âge de 92 ans[66].
- 9 juillet : Brian Thomas, triple vainqueur du Tournoi avec le pays de Galles dans les années 1960, meurt à l'âge de 72 ans des suites d'une longue maladie[67].
- 18 juillet : Jack Matthews, centre international gallois dans les années 1940 et 50 et vainqueur du Grand Chelem en 1950, meurt à l'âge de 92 ans[68].
- 15 septembre : Nevin Spence, international espoir Irlandais de 22 ans évoluant à l'Ulster, décède dans un accident de ferme[69].
- 28 octobre : André Berilhe, pilier de l'US Dax de 1951 à 1964 trois finaliste du Championnat de France, meurt à l'âge de 80 ans des suites d'une longue maladie[70].
- 16 novembre : Maleli Kunavore, centre fidjien du Stade toulousain de 2005 à 2010, champion de France en 2008 et sept fois international avec son pays, meurt à l'âge de 29 ans des suites d'une opération au cœur [71].
- 16 novembre : Bob Scott, arrière et international néo-zélandais à 17 reprise entre 1946 et 1954, meurt à l'âge de 91 ans[72].
- 12 décembre : David Tait, troisième ligne centre ayant joué pour les Sale Sharks, international espoir anglais de rugby à XV et international écossais de rugby à sept, meurt à 25 ans après avoir chuté d'un immeuble[73].